# Offenbach-Hafen
Hafen ist ein Stadtteil der südhessischen Großstadt Offenbach am Main. Er ist neben elf weiteren Stadtteilen Juli 2019 aus dem bis dahin stadtteilfreien Bereich gebildet worden.
In diesem Stadtteil lebten im Juni 2020 circa 1770 Menschen.
Bevor hier Häuser mit insgesamt etwa 300 Wohneinheiten gebaut wurden, wurde der etwa 30 Hektar große ehemalige Offenbacher Hafen bis Anfang des 21. Jahrhunderts industriell genutzt. Das Gebiet ist Teil der Route der Industriekultur Rhein-Main.

## Lage
Hafen liegt im Nordwesten Offenbachs und ist unmittelbar am Offenbacher Mainbogen gelegen, der die natürliche Grenze zum gegenüberliegenden Frankfurter Stadtteil Fechenheim bildet, der über die Carl-Ulrich-Brücke erreichbar ist. Westlich liegt Kaiserlei, im Süden grenzt Nordend an. Zentrum ist der südöstliche Nachbar.

## Geschichte
Bevor hier Häuser gebaut wurden, wurde bis in die 1970er Jahre Öl auf dem Gelände umgeschlagen. Dieses wurde meist mit der Hafenbahn Offenbach weitertransportiert.

## Infrastruktur

### Bildung
In Hafen ist die Hafenschule die Grundschule des Stadtteils. Die vierzügige Grundschule bietet Platz für rund 420 Kinder mit zwei Sporthallen und einer Kindertagesstätte für rund 170 Kinder. An der Schule unterrichten 18 Lehrer. Die Hafenschule fand Aufnahme in die Shortlist des DAM-Preises für Architektur in Deutschland 2019 und gehört damit zu den 25 besten Gebäuden des Jahres. Bereits 2018 erhielt das Bauwerk die Martin-Elsaesser-Plakette des Bundes Deutscher Architekten.
Beabsichtigt ist, die Hochschule für Gestaltung von Zentrum nach Hafen zu verlegen. 2019 erwarb das Land Hessen die für den Neubau erforderlichen Grundstücke im Quartier. Mit einem Umzug ist nicht vor 2024 zu rechnen.

### Verkehr

#### Straße, ÖPNV und Schiene
Hafen ist durch seine Lage auf der Hafeninsel und entlang des Mains nicht von Durchgangsverkehr betroffen. Die als Grenze zu Nordend dienende Hafenallee führt zur BAB 661, wodurch das Quartier an das Fernstraßennetz angebunden ist. Durch Hafen führt eine Stadtbuslinie der Offenbacher Verkehrs-Betriebe, außerdem ist der Stadtteil durch eine Nachtbuslinie des Rhein-Main-Verkehrsverbundes mit dem Umland verbunden. Durch das Viertel führte die Hafenbahn Offenbach. Letztmals 2002 genutzt, ist die Anlage fast vollständig abgebaut.

#### Radfernwege
Durch Hafen verlaufen mehrere Radwanderwege:
- der Hessische Radfernweg R3 (Rhein-Main-Kinzig-Radweg) führt unter dem Motto Auf den Spuren des Spätlesereiters entlang von Rhein, Main und Kinzig über Fulda nach Tann in der Rhön
- der Main-Radweg führt von den Quellen des Weißen- und Roten Mains bis nach Mainz zur Mündung in den Rhein
- die D-Route 5 (Saar-Mosel-Main) von Saarbrücken über Trier, Koblenz, Mainz, Frankfurt am Main, Würzburg und Bayreuth bis zur tschechischen Grenze
- die EuroVelo Route EV4 von Roscoff in Frankreich nach Kiew in der Ukraine

Am zentralen Radweg durch Hafen befindet sich seit 2016 eine dauerhafte Fahrradzählstelle. Es handelte sich um die erste Zählstelle in Hessen. An Spitzentagen werden mehr als 5000 Radfahrer gezählt. 2018 passierten mehr als 800.000 Radler die Messeinrichtung.
Die Regionalschleife Stadt und Landkreis Offenbach der Hessischen Apfelwein- und Obstwiesenroute unter dem Motto Gastronomiebetriebe, Keltereien und Wochenmarkt führt ebenso durch Hafen.